# Thalassoascus tregoubovii
Thalassoascus tregoubovii är en svampart som beskrevs av Ollivier 1926. Thalassoascus tregoubovii ingår i släktet Thalassoascus, klassen Dothideomycetes, divisionen sporsäcksvampar och riket svampar.   Inga underarter finns listade i Catalogue of Life.